# Afrollatinoamericans als Estats Units
En els Estats Units, els Hispans Negres o els Afro-Hispans (en castellà: Afrohispano), com són classificats oficialment per l'Oficina del Cens dels Estats Units, laOficina d'Administració i Pressupost i per altres agències governamentals dels EUA, són aquelles persones que, són afrodescendents provinents de Llatinoamèrica, i/o que tenen el castellà com la seva llengua materna.
La Hispanicitat és independent de la raça, és considerada com una categoria ètnica que és diferent a una categoria racial, que és la que té en compte oficialment la Oficina del Cens dels Estats Units. Aquesta, en la categoria de "negres", hi comptabilitza tots aquells que són afrodescendents, siguin hispànics o no.

## Informació demogràfica
En Estats com Nova York, Massachusetts, Pennsilvània, Nova Jersey, i Connecticut és on i ha un percentatge més alt d'hispans que s'identifiquen com negres. Als Estats Units, un 25% dels hispans s'identifiquen com a negres, tot i que només són considerats afrodescendents un 2,5% dels hispanoamericans que viuen als Estats Units. En general, la regió de Nord-est és la que té la concentració més gran d'Hispans Negres, això és degut sobretot a que hi ha grups destacats de porto-riquenys i dominicans i de caribenys en general a la regió.
Els afrollatinoamericans representen el 2,5% de tots els llatins que viuen als Estats Units. La majoria d'Hispans Negres dels Estats Units formen part de grups dominicans i porto-riquenys. A part, també hi ha molts afrollatinoamericans que formen part de les comunitats immigrades de Cuba, del nord de Sud-amèrica, del Carib i d'Amèrica Central.
Un dels aspectes principals que distingeix els afrollatinoamericans dels afroestatunidencs que han nascut al país, és que tenen el castellà com a llengua materna o és la llengua materna dels seus pares i els seus cognoms d'origen castellà. De tots els grups hispans, els Porto-riquenys són els que han tingut una relació més tancada amb la comunitat afroamericana, cosa que ha fet que hi hagi hagut un gran nombre de matrimonis entre ambdós grups humans.
Des dels inicis de la indústria cinematogràfica els Estats Units hi va haver actors afrollatins que van actuar per a representar afroamericans. Com que aquests tenien accent espanyol, es va acabar suposant que els afroamericans parlaven d'aquesta manera.
Els afrollatins no han tingut un paper gaire destacat entre la comunitat hispana dels Estats Units, cosa que ha fet que molta gent ignori la existència d'hispans afrodescendents. A més a més, alguns afrollatins no es consideren negres si no criolls, afirmant més la seva identitat hispana que no pas l'afrodescendent.
Això també succeeix en els mitjans de comunicació hispans; hi ha veus crítiques que acusen que aquests tracten els afrodescendents de manera estereotipada.

## Salut
Una revisió de vint-i-un estudis ha trobat que els hispans negres tenen pitjor salut que els hispans blancs. Fins aquest moment se'n desconeixen les causes, però hi ha científics que suggereixen que la discriminació racial i la segregació podria contribuir a les diferències de la qualitat de la salut dels llatins dels Estats Units segons quin sigui el color de la seva pell.
Tot i que als afrollatins dels Estats Units se'ls fa definir com a negres o com a hispans, els escriptors afrollatins sovint reflecteixen la seva experiència racialitzada en les seves obres. El terme que és més comunament utilitzat en la literatura per a parlar sobre aquesta ambigüitat i hibridesa multilateral en la identitat i cultura llatina és el de miscegenació.:48 Aquest mestissatge afecta la identitat cultural i racial dels llatins negres i els individus en resulten afectats.:49 Les obres literàries i de recerca dels escriptors afrollatins reflecteixen aquest concepte de mestissatge, ja que no es consideren a si mateix només com a negres o com a llatins..

## Contribucions polítiques en els Estats Units
A les dècades de 1940 i de 1950 hi van haver diversos afrocubans involucrats en les lluites culturals i polítiques com el Moviment per als Drets Civils i el Moviment del Poder Negre.